# La Garganta (ort)
La Garganta är en ort i Spanien.   Den ligger i provinsen Provincia de Cáceres och regionen Extremadura, i den centrala delen av landet, 180 km väster om huvudstaden Madrid. La Garganta ligger 1 132 meter över havet och antalet invånare är 562.
Terrängen runt La Garganta är kuperad åt nordväst, men åt sydost är den bergig. Runt La Garganta är det glesbefolkat, med 20 invånare per kvadratkilometer. Närmaste större samhälle är Béjar, 8,1 km nordost om La Garganta. 